# قضاعة يابانية
القُضاعَة اليَابانِيّة، أو لوترا نيبون، هو من أسرة العرسيات. تعيش في اليابان بكثرة، ويسبب للناس المتاعب كسرق الموائل والغذاء.